# Flagge Kenias

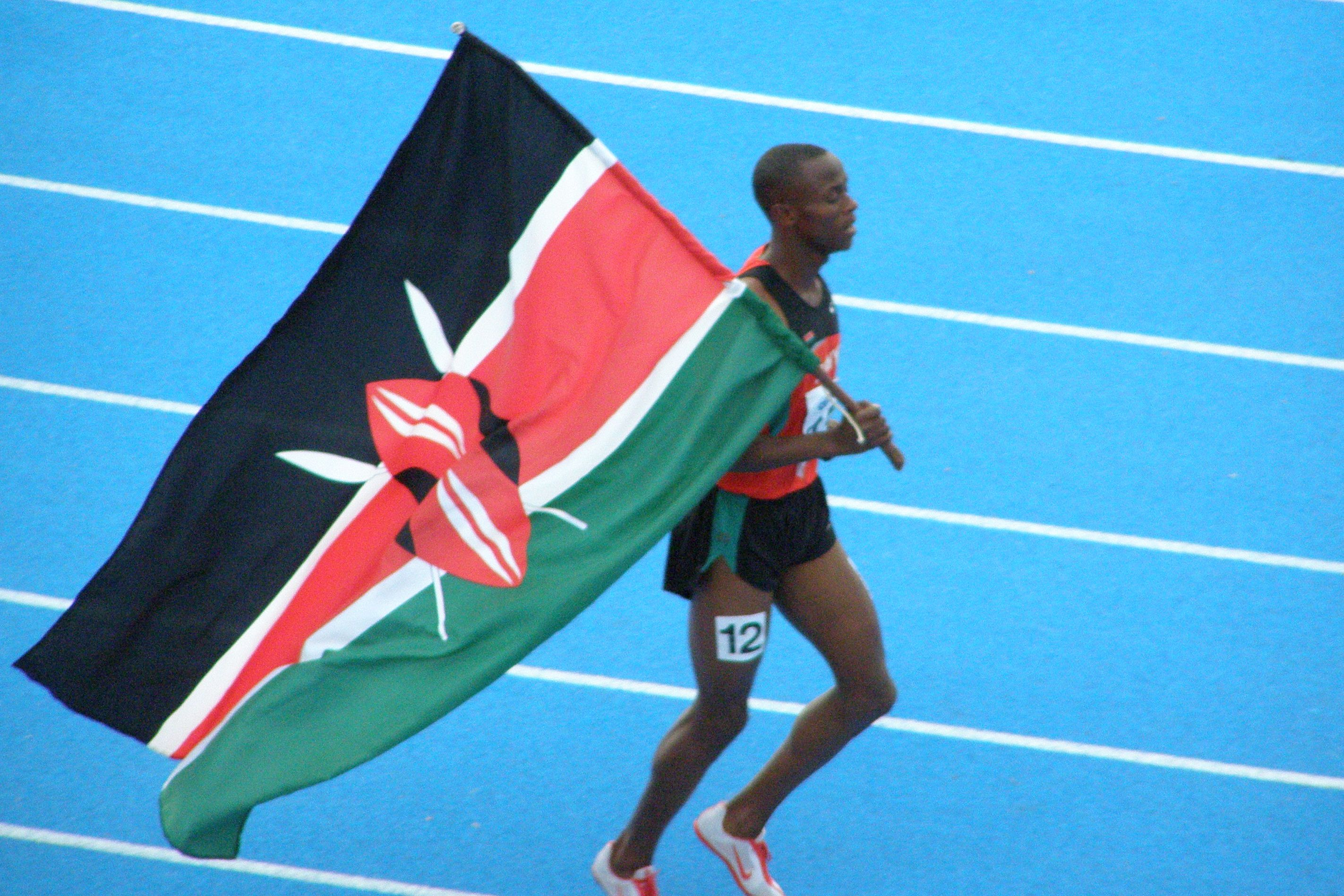
Fredrick Musyoki Ndunge mit der Nationalflagge Kenias

Die Flagge Kenias wurde am 12. Dezember 1963 zum ersten Mal offiziell gehisst.

## Beschreibung und Bedeutung

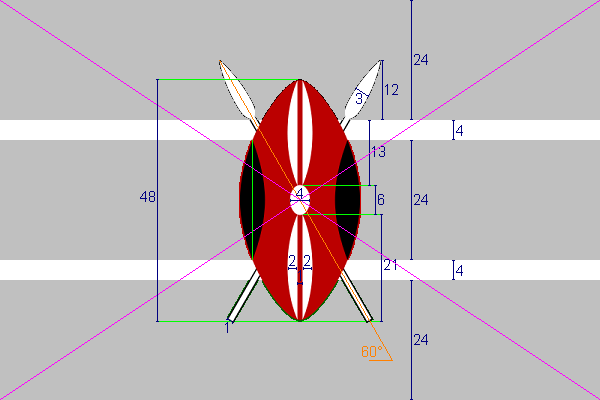
Aufbau der kenianischen Flagge

Im Zentrum steht ein traditioneller Massai-Schild mit gekreuzten Speeren. Er ist das Symbol des wehrhaften Freiheitswillens. Die Flagge soll die Kenianer an die schwierige Epoche der Kolonialzeit und der Versklavung erinnern. Der obenliegende, schwarze Streifen symbolisiert das schwarze Volk, der rote Streifen das dabei mit viel Mut und Tapferkeit vergossene Blut, der grüne Streifen die Felder und Wälder des Landes und die weißen Trennlinien stehen für den Frieden zwischen der Vergangenheit und der Zukunft des schwarzen Mannes in Afrika und die Einheit der Völker.
Die Flagge basiert auf der schwarz-rot-grünen Flagge der Kenya African National Union, die den Unabhängigkeitskampf führte. Vor der Unabhängigkeit wurde eine Blue Ensign mit Wappen im Flugteil als Kolonialflagge der Colony and Protectorate of Kenya verwendet.

## Weitere Flaggen Kenias

~5:9  Seekriegsflagge
Kolonialflagge

## Sonstiges
Aus den Farben der Flagge Kenias wird im deutschsprachigen Raum der Name Kenia-Koalition für eine schwarz-rot-grüne Koalition abgeleitet.